# Вашингтонський саміт НАТО 2024
Вашингтонський саміт 2024 року — саміт НАТО за участю глав держав і глав урядів тридцяти двох членів Організації Північноатлантичного договору (НАТО), їхніх держав-партнерів і Європейського Союзу, яка відбулася у Вашингтоні, округ Колумбія, США, 9–11 липня 2024 року. Саміт був присвячений знаковій даті — 75-річчю НАТО, яке було засноване 4 квітня 1949 року після підписання Північноатлантичного договору у Вашингтоні. Цей саміт є четвертим самітом НАТО, який відбувся в Сполучених Штатах після Вашингтонського саміту 1978 року, Вашингтонського саміту 1999 року та Чиказького саміту 2012 року, і став першим самітом після вступу Швеції до НАТО.

## Передумови
Офіційна назва Вашингтонського саміту 2024 року — «Україна та трансатлантична безпека». Майбутній саміт буде зосереджений на відповіді Альянсу на ескалацію глобальних загроз миру та демократіям, приділяючи особливу увагу триваючому вторгненню Росії в Україну, включно залученням Північної Кореї на стороні Росії через постачання зброї та розгортання інженерних військ на фронті. Саміт також буде зосереджений на збільшенні оборонного виробництва та підтвердженні зобов'язань членів Альянсу щодо військової готовності та захисту всієї території НАТО. Крім того, предметом обговорення будуть нові загрози на Близькому Сході, а саме війна Ізраїлю та ХАМАС у секторі Газа та підтримувані Іраном атаки хуситів у Червоному морі.

## Очікування
На заході Атлантичної ради постійна представниця США при НАТО Джуліан Сміт зазначила, що НАТО не було готове надіслати офіційне запрошення Україні для членства на минулорічному саміті у Вільнюсі (2023) і навряд чи зробить це на саміті у Вашингтоні. Натомість вона очікує, що союзники по НАТО нададуть Україні «результат», який наблизить країну до членства, зосереджуючись на інституціоналізації двосторонньої підтримки, що зросла за останні два роки. Хоча деталі залишаються невизначеними, Сміт наголосила на постійній підтримці України з боку НАТО через такі заходи, як Рада Україна — НАТО, створена на саміті у Вільнюсі (2023).
27 червня 2024 року президент України Володимир Зеленський відвідав штаб-квартиру НАТО, де генеральний секретар НАТО Єнс Столтенберг обговорив остаточні приготування до Вашингтонського саміту. Столтенберг заявив, що очікує, що союзники по НАТО погодяться, що НАТО візьме на себе провідну роль у координації та наданні допомоги у сфері безпеки для України. Він також запропонував довгострокові фінансові зобов'язання, щоб збільшити передбачуваність підтримки України.

## Розвиток подій перед самітом

### Закон про мобілізацію в Україні 2024 року
Попри закон про мобілізацію, прийнятий у 2024 році, який знизив вік мобілізації з 27 до 25 років, Україна може стикатись з дефіцитом людських ресурсів. Московія з населенням 142 мільйони перевищує населення України, яке оцінювалось у 2022 році на рівні 38 мільйонів. Демографічна перевага надає Московії більші ресурси людської сили. Однак по оцінках експертів втрати Московії у війні значно вищі, ніж в України.

### Міжнародна підтримка України
14 травня 2024 року Держсекретар США Ентоні Блінкен прибув до Києва, щоб підтвердити підтримку, після того, як Конгрес схвалив пакет допомоги на суму 60 мільярдів доларів після багатомісячного очікування та політичних баталій в Конгресі США, заявивши «Ми з вами сьогодні. І ми залишимося на вашому боці, доки не буде гарантовано безпеку, суверенітет України та її здатність обирати власний шлях».
Вранці 24 травня проросійський прем'єр-міністр Угорщини Віктор Орбан заявив у ефірі Magyar Rádió, що його уряд планує переосмислити членство Угорщини в НАТО «без участі в операціях НАТО за межами території НАТО» через його позицію щодо іноземної допомоги Україні. Орбан є одним із лідерів ЄС і НАТО, який, попри зусилля обох блоків підтримати Україну економічно, військово та політично, підтримує тісні зв'язки із воєнним злочинцем, президентом Московії Путіним та головою Китаю Сі Цзіньпіном. Раніше, у січні, ЄС пригрозив запровадити санкції щодо голосування для Угорщини та назавжди припинити її фінансування, якщо уряд Орбана продовжить накладати вето на пакет допомоги для України в розмірі 50 мільярдів євро. Це призвело до того, що Угорщина зняла своє вето, і ЄС успішно домовився про таку допомогу.
27 червня 2024 року Україна та ЄС підписали важливу угоду про безпеку до 2027 року, яка визначила зобов'язання всіх 27 держав-членів надавати Україні масштабну підтримку, незалежно від будь-яких внутрішніх інституційних змін. Того ж дня було підписано дві подібні угоди з Литвою та Естонією. Україна вже підписала 19 подібних двосторонніх угод про безпеку, зокрема зі США, Францією та Великобританією. Ці угоди, хоча й не є пактами про взаємну оборону, означають стратегічне партнерство, спрямоване на зміцнення безпеки України на фоні регіональних та глобальних викликів.

### Відносини щодо Московії
24 травня 2024 року Держдепартамент США оголосив, що Держсекретар Ентоні Блінкен відвідає Східну Європу на фоні просування Московії, яка знову повторно спробувала відкрити фронт нападу на Харківську область в Україні, втручання Росії у внутрішні справи Молдови та протестів у Грузії проти запропонованого закону про «іноземних агентів», подібного до того, що прийнятий на Московії. Блінкен відвідав Кишинів 29 травня, а Прагу 30 та 31 травня. Він зустрівся з міністром закордонних справ Чехії Яном Ліпавським та іншими офіційними особами для обговорення підтримки України, а також законопроєкту про «іноземних агентів» у Грузії.

### Зміни в політиці використання зброї
3 травня, під час візиту до Києва, міністр закордонних справ Великобританії Девід Кемерон заявив, що Україна має право самостійно вирішувати, як використовувати британську зброю, і має право завдавати удари цією зброєю по території Росії. Це стало значною зміною політики з боку Великобританії, ядерної держави та ключового члена НАТО. Прессекретар Кремля Дмитро Пєсков та речниця МЗС Марія Захарова засудили це рішення. 29 травня представники Фінляндії, Канади та Польщі зробили окремі заяви, в яких зазначили, що Україна може завдавати удари по військових цілям на території Росії, використовуючи їхню зброю.
До кінця травня кілька лідерів також підтримали зняття одночасної заборони на використання західної зброї, включаючи президентів Еммануеля Макрона з Франції, Едгарса Рінкевича з Латвії та Аларі Каріса з Естонії; канцлера Німеччини Олафа Шольца; та прем'єр-міністрів Александра Де Кроо з Бельгії, Петра Фіали з Чехії та Метте Фредеріксена з Данії, а також міністрів закордонних справ Канади, Литви, Норвегії, Великобританії та Польщі; і міністрів оборони Фінляндії, Нідерландів та Швеції. Натомість Бельгія та Італія виступили проти використання Україною західної зброї для завдання ударів по цілях на території Росії.
30 травня президент США Джо Байден непрямо дав Україні дозвіл завдавати удари на території Росії, але тільки поблизу Харківської області, без точного визначення кордонів. Це рішення було прийнято після того, як президент України Володимир Зеленський та інші офіційні особи закликали своїх союзників дозволити Україні завдавати удари на території Росії західною зброєю у відповідь на щоденні бомбардування українських міст російськими силами з військових баз, розташованих на території Росії. Незабаром після зняття цих обмежень з боку США, уряд Німеччини надав дозвіл на використання своєї зброї на території Росії. Це супроводжувалося політикою ударів «трохи за кордон» обмеженою до Харківської області, де Росія розпочала наступ і досягла тактичних успіхів.
20 червня 2024 року, під тиском з боку України та її європейських союзників і у відповідь на договір про взаємну оборону між Північною Кореєю та Росією, США дозволили Україні використовувати американську зброю проти російських сил через кордон, розширюючи цей дозвіл за межі регіону поблизу Харківської області. Це рішення сприяло успішним військовим операціям України. Українські офіційні особи згодом виступили за зняття обмежень на використання ракетних систем дальньої дії, таких як ATACMS, які Україна наразі не має права використовувати на російській території.
19 червня 2024 року Північна Корея та Московія підписали договір про взаємну оборону під час першого візиту Путіна до Пхеньяна за 24 роки. Ця подія була відзначена як значне загострення напруженості на Корейському півострові. У відповідь Південна Корея викликала російського посла Георгія Зінов'єва, щоб висловити протест проти угоди. 20 червня радник з національної безпеки Південної Кореї Чан Хо-джін заявив: «Ми переглянемо питання про постачання зброї Україні.» Ця заява також стала безпрецедентною зміною в суворій військовій доктрині Південної Кореї, яка традиційно забороняє відправляти зброю країнам, що беруть участь в активних військових конфліктах. Путін попередив, що це буде «великою помилкою», якщо Південна Корея озброїть Україну.

### Витрати на оборону держав-членів НАТО
17 червня, під час візиту до президента Байдена у Вашингтоні перед самітом, генеральний секретар НАТО Єнс Столтенберг оголосив, що лише 23 з 32 держав-членів НАТО виконують свої цільові показники витрат на оборону у розмірі 2 % від ВВП своїх країн. За даними НАТО, витрати на оборону для європейських держав-членів та Канади зросли на 18 %. Прем'єр-міністр Кір Стармер зобов'язався підвищити витрати на оборону Великобританії до 2,5 %, хоча не вказав, коли це буде зроблено.

## Україна

### Громадська позиція України щодо НАТО
Помаранчева революція в Україні у 2004 році, яка анулювала обрання проросійського кандидата на посаду президента Януковича, все ще не вплинула на громадську думку зі значним результатом у 60 % проти вступу до НАТО.
Після анексії Криму Московією та початку війни у 2014 році, підтримка членства в НАТО з боку українців поступово зростала. Після повномасштабного вторгнення у 2022 році громадська позиція щодо членства суттєво змінилася з відносно низьких 59,2 % «за» і 28,1 % «проти» у 2021 році до значних 89 % «за» у травні 2023 року. Згодом рівень стабілізувався на рівні 77 % «за» і 5 % «проти» до 2024 року.

### Позиція НАТО щодо України
НАТО офіційно підкреслює, що підтримка України залишається непохитною, і альянс рішуче налаштований підтримувати Україну безстроково. Ця позиція має на меті надіслати Московії сигнал про те, що союзники по НАТО єдині та допомагають Україні.
Хоча більшість членів НАТО, окрім США, Німеччини та Угорщини, виступають за якнайшвидше приєднання України до альянсу, вони вважали це ризикованим, через те, що НАТО може бути розцінене як безпосередньо залучене у війну з Росією, якщо Україна вже стане членом.

## Учасники
| х | не член НАТО |

| Країна або організація | Голова делегації     | Посада                     | Примітки |
| ---------------------- | -------------------- | -------------------------- | -------- |
| НАТО                   | Єнс Столтенберг      | Генеральний секретар       |          |
| Албанія                | Еді Рама             | Прем'єр-міністр            |          |
| Австралія              | Річард Марлес        | Заступник прем'єр-міністра | х        |
| Бельгія                | Александр Де Кроо    | Прем'єр-міністр            |          |
| Болгарія               | Димитр Главчев       | Прем'єр-міністр            |          |
| Канада                 | Джастін Трюдо        | Прем'єр-міністр            |          |
| Хорватія               | Зоран Міланович      | Президент                  |          |
| Чехія                  | Петр Павел           | Президент                  |          |
| Данія                  | Метте Фредеріксен    | Прем'єр-міністр            |          |
| Естонія                | Кая Каллас           | Прем'єр-міністр            |          |
| Європейський Союз      | Шарль Мішель         | Президент Ради             | х        |
| Європейський Союз      | Урсула фон дер Ляєн  | Президент Комісії          | х        |
| Фінляндія              | Александр Стубб      | Президент                  |          |
| Франція                | Еммануель Макрон     | Президент                  |          |
| Німеччина              | Олаф Шольц           | Канцлер                    |          |
| Греція                 | Кіріакос Міцотакіс   | Прем'єр-міністр            |          |
| Угорщина               | Віктор Орбан         | Прем'єр-міністр            |          |
| Ісландія               | Б'ярні Бенедиктссон  | Прем'єр-міністр            |          |
| Італія                 | Джорджія Мелоні      | Прем'єр-міністр            |          |
| Японія                 | Фуміо Кісіда         | Прем'єр-міністр            | х        |
| Латвія                 | Евіка Сіліня         | Прем'єр-міністр            |          |
| Литва                  | Гітанас Науседа      | Президент                  |          |
| Люксембург             | Люк Фріден           | Прем'єр-міністр            |          |
| Чорногорія             | Яков Мілатович       | Президент                  |          |
| Нідерланди             | Дік Схоф             | Прем'єр-міністр            |          |
| Нова Зеландія          | Крістофер Лаксон     | Прем'єр-міністр            | х        |
| Північна Македонія     | Християн Міцкоський  | Прем'єр-міністр            |          |
| Норвегія               | Йонас Гар Стере      | Прем'єр-міністр            |          |
| Польща                 | Анджей Дуда          | Президент                  |          |
| Португалія             | Луїш Монтенегру      | Прем'єр-міністр            |          |
| Південна Корея         | Юн Сок Йоль          | Президент                  | х        |
| Румунія                | Клаус Йоганніс       | Президент                  |          |
| Словаччина             | Петер Пеллегріні     | Президент                  |          |
| Словенія               | Роберт Голоб         | Прем'єр-міністр            |          |
| Іспанія                | Педро Санчес         | Прем'єр-міністр            |          |
| Швеція                 | Ульф Крістерссон     | Прем'єр-міністр            |          |
| Туреччина              | Реджеп Тайїп Ердоган | Президент                  |          |
| Україна                | Володимир Зеленський | Президент                  | х        |
| Велика Британія        | Кір Стармер          | Прем'єр-міністр            |          |
| США (господар саміту)  | Джо Байден           | Президент                  |          |